# 佐藤由璃果
佐藤 由璃果（さとう ゆりか、1998年9月27日 - ）は、日本の女子バスケットボール選手である。ポジションはパワーフォワード。WリーグのシャンソンVマジック所属。東京都出身。

## 来歴
八雲学園高校から、筑波大学に進学し、2019年のユニバーシアード日本代表にも選出。
2021年1月、シャンソン化粧品にアーリーエントリー登録される。

## 経歴
- 八雲学園高 - 筑波大 - シャンソン化粧品

## 日本代表歴
- 2019 ユニバーシアード